# XMM-Newton
L'XMM-Newton è un telescopio spaziale per i raggi X. Il nome è stato scelto in onore di Isaac Newton, mentre la sigla XMM sta per X-ray Multi-Mirror (specchi multipli per raggi X).
Conosciuto ufficialmente come High Throughput X-ray Spectroscopy Mission (Missione di Spettroscopia di Raggi-X ad Alta Prestazione), fu lanciato dall'Agenzia Spaziale Europea il 10 dicembre 1999 dal Centre Spatial Guyanais di Kourou con un lanciatore Ariane 5. È stato posizionato in un'orbita molto ellittica con un periodo di 48 ore a 40°, un apogeo di 114000 km dalla Terra e un perigeo di soli 7 000 km.
La missione principale è terminata a fine 2022, nel 2023 l'ESA ha annunciato che la missione è stata estesa fino al 2026, e potrebbe proseguire fino al 2029.

## Caratteristiche tecniche
La missione fu proposta nel 1984 e approvata nel 1985. Il gruppo di sviluppo fu creato nel 1993 e lo sviluppo della sonda iniziò nel 1996. Il satellite fu costruito e messo alla prova tra il marzo 1997 e il settembre 1999.
Questo strumento è il più grande satellite scientifico mai costruito in Europa, infatti pesa 3800 kg ed è lungo 10 metri e largo 16 metri con i pannelli fotovoltaici dispiegati. È dotato di 3 telescopi per i raggi X prodotti dalla Media Lario in Italia, ognuno dotato di 58 specchi concentrici di tipo Wolter, per una superficie totale di ricezione di 3400 cm². Una delle caratteristiche salienti dell'osservatorio, che lo rende utilizzabile per gli scopi più disparati, è la sua capacità di osservare fotoni X con energie comprese fra 0,1 e 12 keV, che sono prodotti da processi fisici totalmente differenti.
Collegati ai telescopi ci sono 5 strumenti, una parte dei quali è costituita da videocamere per riprendere immagini, mentre altri sono spettrometri per studiare la distribuzione dell'energia dei fotoni, e un monitor ottico del tipo Ritchey-Chrétien da 30 cm.
L'osservatorio è gestito da ESAC a Villafranca in Spagna e le informazioni sono processate e memorizzate presso l'XMM-Newton Survey Science Centre della Leicester University nel Regno Unito.

## Obiettivi della missione
L'ESA aveva grandi aspettative per questo strumento, che prometteva di svolgere un ruolo scientifico di primo piano, paragonabile a quello effettuato nell'ottico dal Telescopio spaziale Hubble.
Dato che proprio in quel periodo alcuni problemi tecnici avevano limitato le capacità di Chandra (l'osservatorio per raggi X messo in orbita dalla NASA nel 1999) tutti gli occhi erano puntati su XMM. Una delle caratteristiche salienti dell'osservatorio è, come detto, la capacità di essere utilizzato per gli scopi più disparati, anche per osservare processi fisici totalmente differenti. Anche per questo motivo, e per il modo in cui l'osservatorio verrà gestito, l'ESA ha fissato solo obiettivi scientifici di massima. A parte il primo anno, in cui hanno avuto la precedenza gli istituti che hanno contribuito alla realizzazione dello strumento, XMM è stato poi messo a disposizione dell'intera comunità scientifica. Come accade per quasi tutti gli strumenti ottici terrestri, gli astronomi che intendono compiere osservazioni con XMM devono sottoporre una proposta, che viene valutata da una commissione di scienziati incaricata di selezionare le più meritevoli.
Il settore dove ci si aspettano i risultati migliori era lo studio delle supernove, di cui XMM può indagare l'andamento temporale di parametri come la temperatura, la composizione chimica e lo stato di ionizzazione del plasma. Ma XMM è in grado di dare un contributo anche alla cosmologia, studiando lo spostamento verso il rosso dei raggi X che provengono dal gas ionizzato che permea i grandi ammassi di galassie, e che rappresenta esso stesso un mistero. La risoluzione di XMM ha permesso però, per la prima volta, anche di osservare sorgenti di raggi X nelle galassie vicine, mentre l'estrema risoluzione temporale, migliore di un microsecondo, lo rende uno strumento adatto anche all'osservazione delle pulsar.

## Iniziali timori per le sorti di XMM
Come Chandra, anche XMM è stato posto su un'orbita che lo porta molto lontano dalla Terra e attraversa le Fasce di van Allen durante il passaggio al perigeo (Anomalia del Sud Atlantico); dopo avere saputo dei danni subiti dall'osservatorio della NASA a causa delle particelle di alta energia delle fasce di radiazione, i tecnici dell'ESA si sono fatti prendere dal panico. Le missioni sono infatti praticamente gemelle e condividono lo stesso tipo di sensori, che sono quindi altrettanto vulnerabili ai danni da radiazioni. Si è deciso dunque di schermare i CCD sia degli spettrometri sia delle camere, durante il passaggio al perigeo, con un filtro di alluminio di un millimetro di spessore. Inoltre uno strumento controlla di continuo il flusso di particelle nei dintorni del telescopio, una precauzione presa inizialmente per proteggere l'osservatorio dai brillamenti solari, ma che potrebbe rivelarsi utile anche in altri frangenti. In questo modo è infatti possibile schermare gli strumenti ogni volta che il flusso dovesse superare la soglia di rischio. Queste precauzioni non sono del tutto indolori, infatti esse comportano una perdita di tempo utile osservativo pari al 10%, ma nelle intenzioni dei progettisti avrebbero anche dovuto assicurare ai CCD una vita operativa di almeno 5 anni, una previsione che si è rivelata molto prudenziale, visto che la sua missione è stata estesa varie volte, al momento fino alla fine del 2026 e, indicativamente, fino al 2029.

## Ricerca e risultati scientifici
- XMM-Newton osservò anche la cometa Tempel 1 durante l'impatto prodotto dalla missione Deep Impact.
- Ad inizio 2007, un gruppo di scienziati, analizzando dati provenienti da questo satellite, ha identificato un eccesso di calcio e di nickel negli ammassi stellari[6].
- Dopo vent'anni di osservazioni è stata documentata la presenza di gas caldo e diffuso che permea il cosmo: confrontando le emissioni a raggi X di un lontano quasar rilevate dai telescopi XMM-Newton e Chandra della NASA è stata trovata la firma dell'ossigeno nel caldo gas intergalattico tra noi e il lontano quasar.[7]
- Dopo 8 anni di studi si è confermato come, attraverso gli outflows, i buchi neri supermassicci trasferiscano la loro energia nell'ambiente circostante, spazzando gradualmente via i gas dalle regioni centrali della galassia, che altrimenti porterebbe ad arrestare la formazione stellare. I cosiddetti ultrafast outflows sono dei flussi ultraveloci di gas ionizzato, che possono raggiungere il 40% della velocità della luce. Gli outflows più lenti, invece, mostrano caratteristiche fisiche simili alla materia circostante, come la densità delle particelle, e con gli ultimi studi si è scoperto un terzo tipo di outflows, che combina la velocità e le proprietà fisiche degli altri due. Si ritiene che quest'ultimo tipo corrisponda alle zone dove gli outflows entrano in contatto con la materia interstellare, trascinandola via. Questo trascinamento avviene da decine a centinaia di anni luce di distanza dal buco nero, liberando quelle zone dal gas ed evitando di andare ad accrescere il buco nero, che altrimenti porterebbe a rallentare la formazione stellare.[8]